# Pilsbryspira aterrima
Pilsbryspira aterrima é uma espécie de gastrópode do gênero Pilsbryspira, pertencente a família Pseudomelatomidae.